# Erwinia carotovora subsp. carotovora
Erwinia carotovora subsp. carotovora (synoniem: Pectobacterium carotovorum subsp. carotovora) is een bacterie, die tot de familie Enterobacteriaceae behoort en bacterierot veroorzaakt. De bacterie is  gramnegatief en staafvormig. Het is een plantenziekte met diverse gastheren, waaronder veel landbouw- en wetenschappelijk belangrijke plantensoorten, zoals wortel, aardappel, tomaat, bladgroenten, pompoen, komkommer, ui, paprika, kool, Saintpaulia. De bacterie produceert pectolytische enzymen, die de pectine tussen de afzonderlijke plantencellen hydrolyseert. Verder worden cellulase, hemicellulasen, arabinasen, cyanosen en protease geproduceerd door de bacterie. De bacterie werd voor het eerst gevonden op de wortel, waar de naam van de Engels naam carrot is afgeleid.
Een hoge luchtvochtigheid en een temperatuur rond de 30 °C bevorderen de aantasting. 
Het is een zwakteparasiet en kan de plant alleen binnendringen via wondjes.

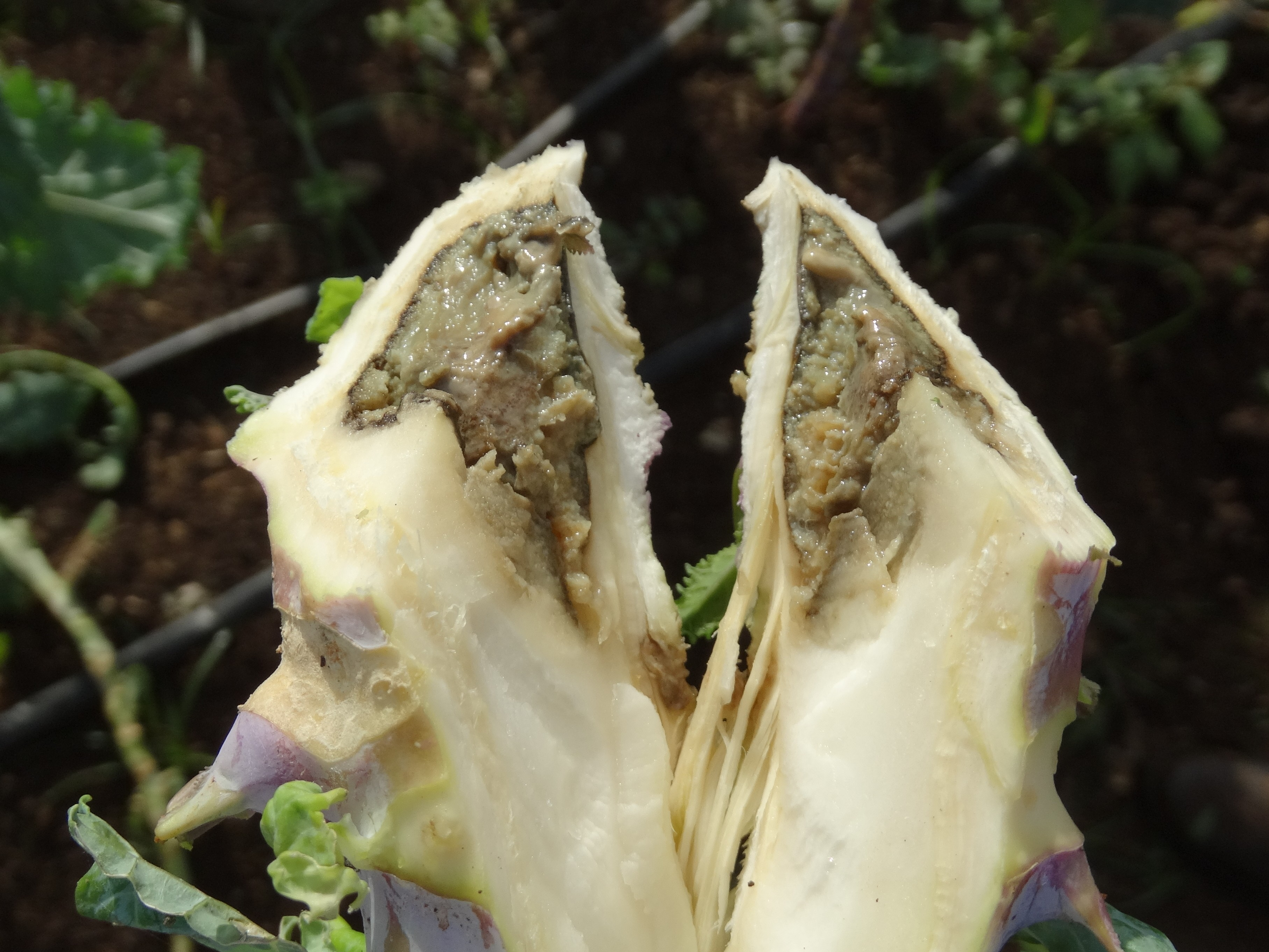
Koolstronk
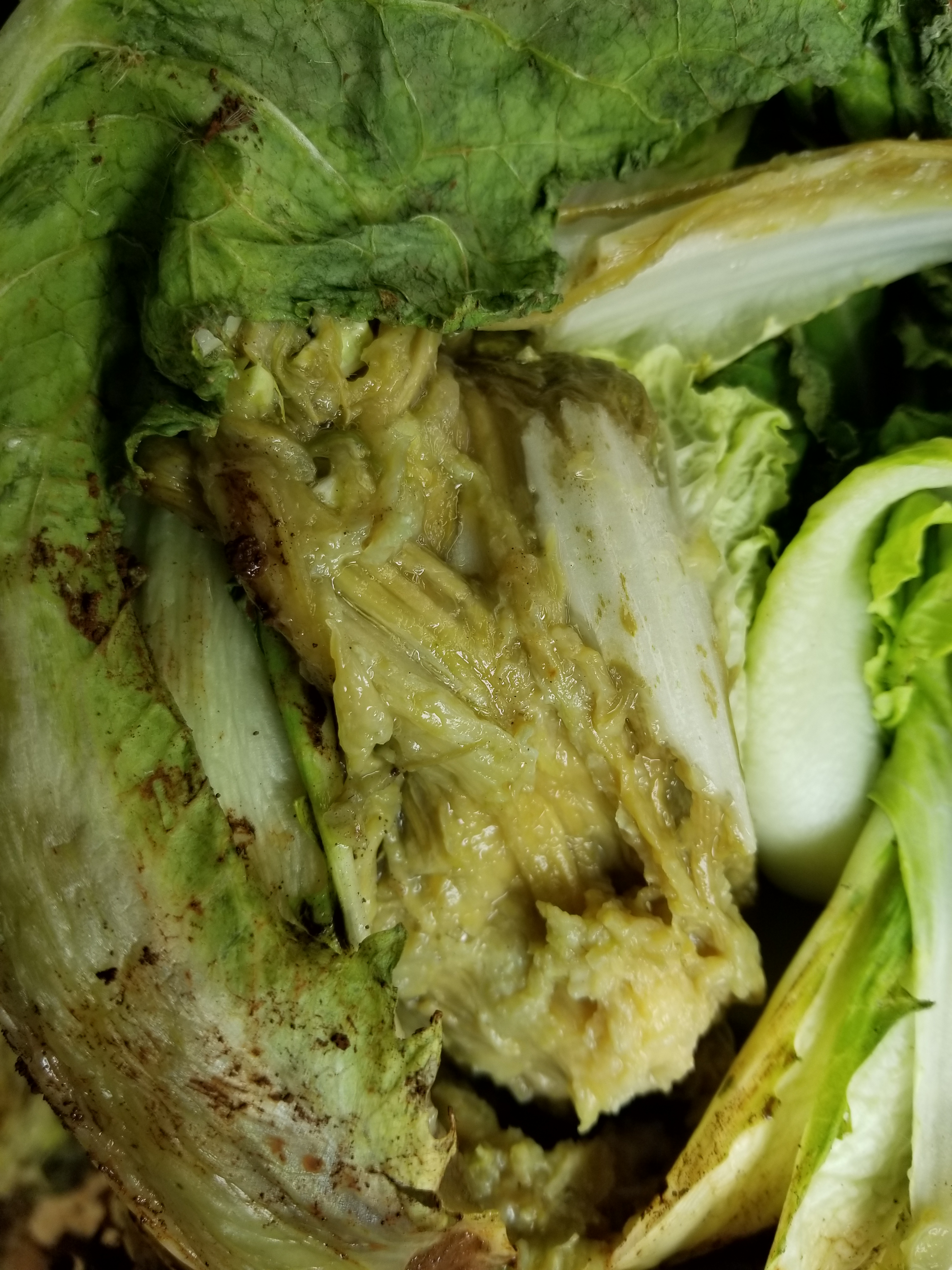
Chinese kool
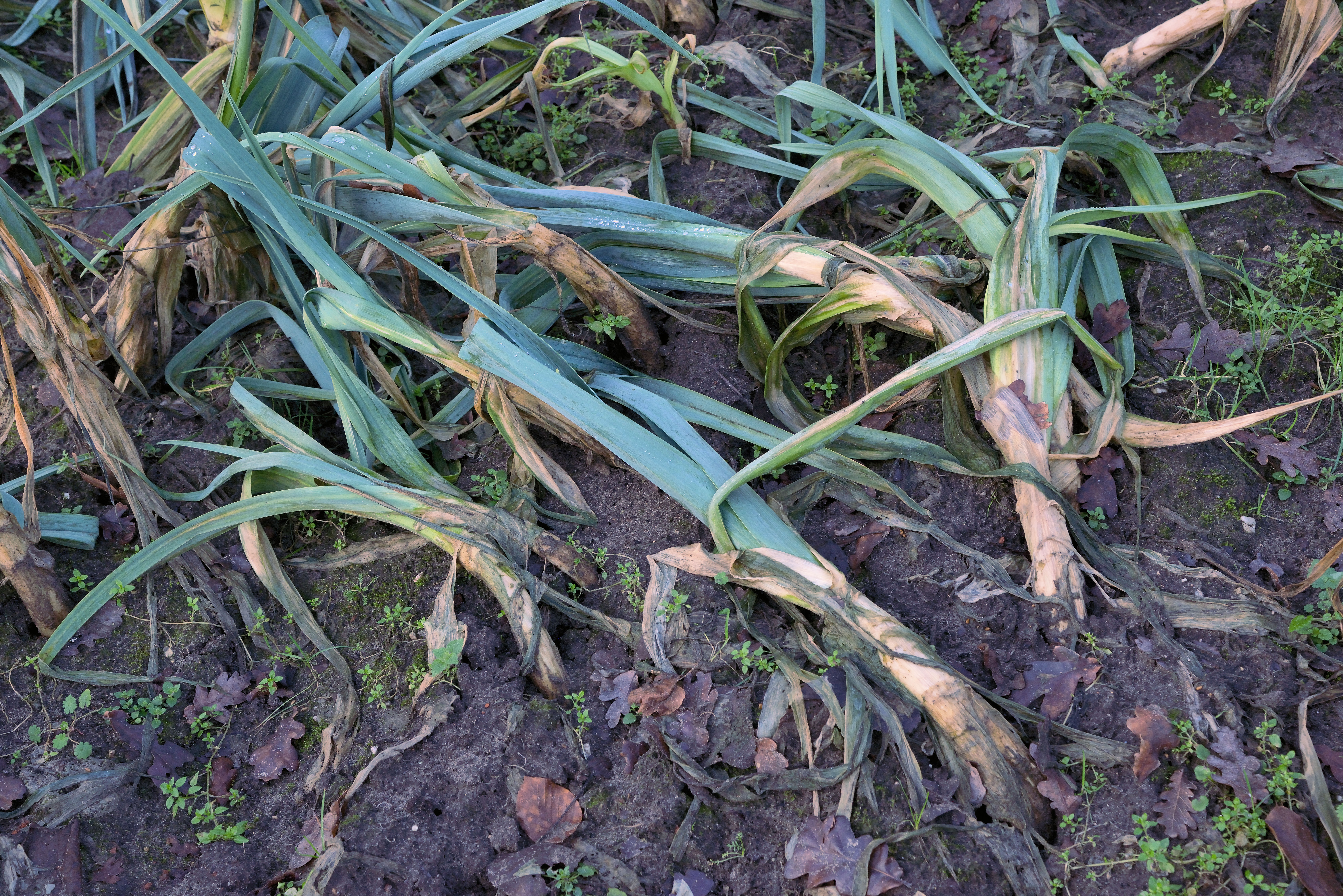
Prei
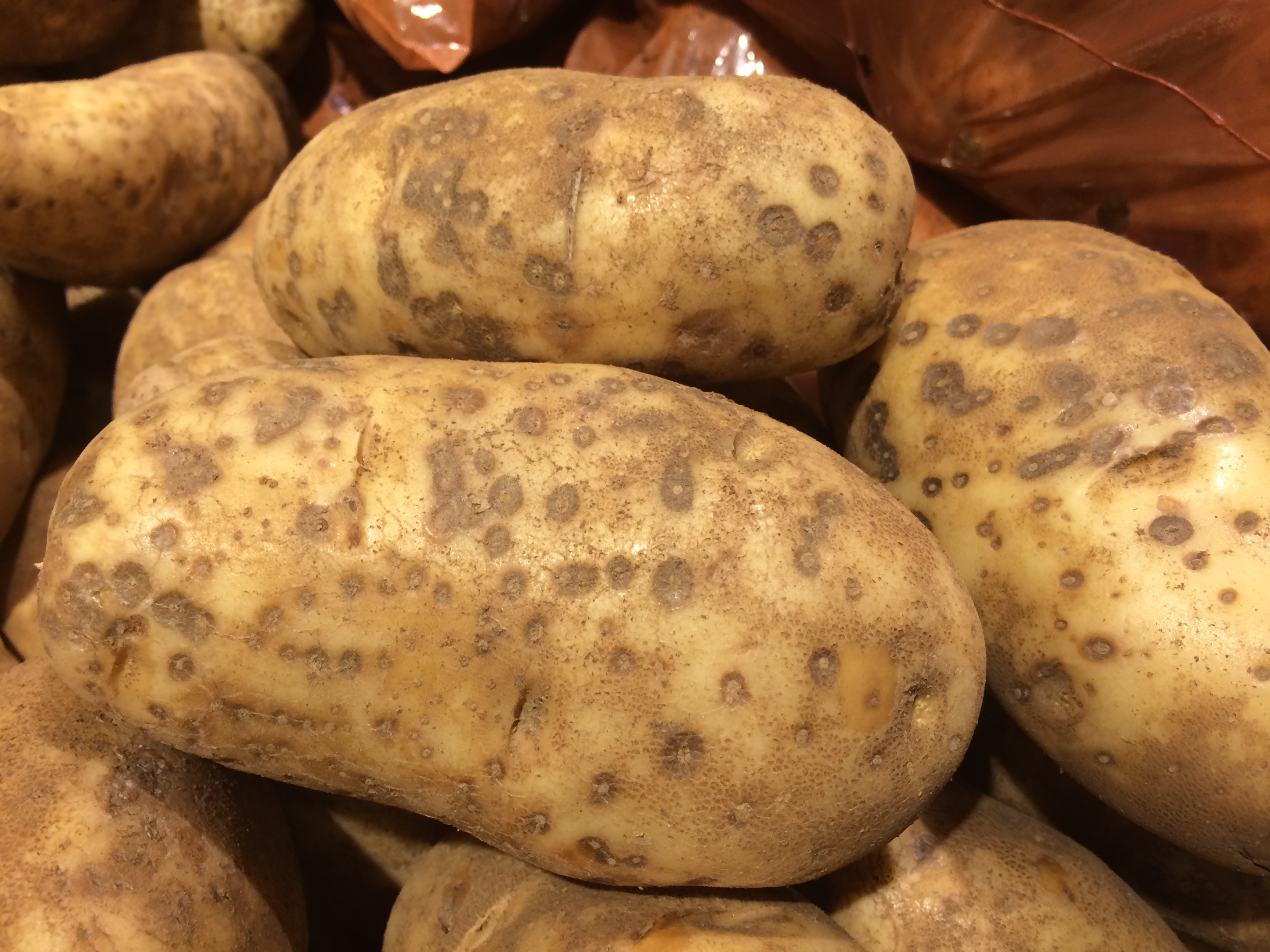
Aardappel